# Зелёный Гай (Ивановская поселковая община)
Зелёный Гай (укр. Зелений Гай) — село в Ивановской поселковой общине Генического района Херсонской области Украины. До 2016 года село носило название Червоный Прапор.
Население по переписи 2001 года составляло 76 человек. Почтовый индекс — 75430. Телефонный код — 5531. Код КОАТУУ — 6522986502.

## Местный совет
75430, Херсонская обл., Ивановский р-н, с. Украинское, ул. Степная, 1